# 黑人舉牌喊話影片
黑人舉牌喊話影片是一種網路廣告的形式，廣告內容通常是數秒鐘的短影片，片中演員以撒哈拉以南非洲的黑人爲主，亦有烏克蘭等國的演員。演員手舉牌子，以漢語、日語、韓語等非母語傳達祝賀或進行商業廣告活動。這項服務自推出起便爭議不斷，反對者認為這屬於剝削兒童、並可能違反相關法律；而支持者認為此舉獨具創意，不但沒有違法，還有助改善窮苦人民的生活。

## 運作
「黑人舉牌喊話影片」的內容通常是一段數秒至數十秒的短影片，沒有精美的特效或剪輯。多數影片背景是非洲戶外，畫面中有幾位撒哈拉以南非洲黑人孩童或成人，舉著寫有文字的紙板或黑板，依據畫面外的業主指揮，以不流利的口語唸出看板上的內容，藉此達到祝福或打廣告的效果。舉牌人可能會拿道具，而喊話內容包括祝壽、拜年、求婚、道歉、整人或商業廣告等，除了單純喊話，也可能搭配唱歌、舞蹈或鳴槍，或提供照片而非影片。
中國大陸提供此類服務的上游商家通常透過電子商務平台或自有網站提供服務，當客戶下單後，商家將案件交付給身在非洲的華人。當地華人接單後會找人拍攝，並在現場引導他們說出看板上的文字，之後再將影片傳給買家。漢語發音比較標準的人或笑容燦爛的人更容易被選上。據報導，參與影片拍攝的人除了有來自尚比亞等非洲國家的黑人，也有其他族裔的人士參演，例如烏克蘭人或泰國人。而他們穿著的服裝、使用的道具、身處的場景也都是可客製化的對象，例如有些影片會以埃及金字塔為背景。
根業內人士所稱，拍攝影片的利潤超過百分之七十，每天可以拍攝五十多部影片，春節、情人節等節日的訂單最多。有些業者聲稱影片所得會用於公益慈善活動，但普遍被認為是噱頭。

## 盛行
黑人舉牌喊話影片的服務在2015年天津港倉庫爆炸事故後開始出現，並首先在中國大陸流行，根據被視為此服務創始者的威哥表示，當時他有位非洲友人在紙上寫了「天津加油」四字，並請當地孩童拍照。威哥在看到照片後認為有利可圖，便逐漸將其發展成生意。此服務在中國大陸盛行後逐漸成為網路迷因，同時也因為備受爭議，而在2017年8月暫時下架。除了在中國大陸風行，該項服務在2018年左右也開始於台灣流行。2019年，日本有業者開始提供類似服務，並在2022年逐漸風行。2019年9月，韓國亦有業者開始提供服務。

### 使用例
2019年10月16日，時任高雄市市長韓國瑜為了參選隔年的中華民國總統選舉而請假，網路因此出現諷刺韓國瑜的圖文或影片，其中包括一支以黑人舉牌喊話影片的形式嘲諷韓國瑜的影片。
2019年，香港反對《逃犯條例修訂草案》運動期間，網路上出現一支非洲小孩舉牌支持香港警察、支持逃犯條例的影片，引發反對《逃犯條例》修訂者的批評。
2022年6月，英国广播公司发布的调查报道指出，一部2020年拍攝的黑人舉牌视频中出現了「我是黑鬼，智商低」等歧视用词，视频拍摄者卢克也被指在马拉维虐待和剥削当地幼童。这些举牌视频在中国网络购物网站淘寶以约10至70美元的价格销售。而据报道，卢克一天最多拍摄380支影片，却只给每位幼童每天不到一美元。其中采访到的加纳网红Wode Maya曾对此视频进行了激烈的谴责，但当时没人知道这段视频是在哪里，由谁拍的。由於該視頻拍攝者位於馬拉威，BBC報導之後在該國國內引發了要求逮捕或驅逐該中國公民出境的聲浪。6月14日，馬拉威的執法部門已對此事件展開調查，中國駐馬拉威大使館也表示將與馬拉威政府合作解決該事件。6月16日，當地媒體報道稱該男子暫時未出現在他拍攝視頻的村子，可能已經逃走。据法新社6月17日报道，卢克逃亡至马拉维的邻国赞比亚，后在该国东部城市奇帕塔被捕。马国警察正寻求将卢克引渡回马国受审。随后，赞比亚将卢克引渡回马国受审。卢克在当地面临14项控罪。卢克本人则否认制作歧视视频。法院最后判决卢克在要赔偿16万马拉威克瓦查外，还需在服刑12月后离开马国，此後禁止再入境马国。

## 正反評價
這項服務自推出之後便引起正反評價。反對此種廣告方式的人認為，由於這項服務的產業鏈歷經諸多代理商，而每個環節都要抽成，參與演出的黑人可以領到的錢並不多，孩童們甚至只拿到零食或數元人民幣，是對孩童的剝削，而且因為請兒童拍攝，屬於雇傭童工，並且可能侵犯肖像權、侵害未成年人的權益。由於舉牌人不一定理解中文，可能口出不雅詞彙而不自知，亦不能對廣告內容的真實性背書，有違反《中華人民共和國廣告法》的嫌疑
支持此種廣告方式的人認為，此種方式並不違法，雙方都是各取所需，不但可以達到廣告效果，也能幫助當地貧民。儘管黑人們領到的錢可能低得不成比例，也只是良心問題，而且根據當地生活水準，這些零錢也並不算少。影片拍攝者威哥接受採訪時表示，舉牌孩童的薪水比他們的父母的工資還多，而他們的父母也都知情同意，這項行為中不存在受害者。而且他認為自己的行為光明正大，還推廣了中國文化。
《澎湃新聞》的評論指出，這類影片之所以走紅，除了有新鮮感，也和中國人的國際情結有關，和某些中國企業喜歡雇傭白人冒充公司主管以展現國際化是同樣的道理（即所謂白猴子）。而評論也認為這種服務對非洲孩童不是壓榨，也無損中國形象。而南非記者范明非認為這種影片強調了中國和非洲國家的不對等。《中國青年報》的評論指出，利用外國人替中國人打廣告，多少反映出某些人富而無禮、甚至富而驕狂的姿態。
報道種族歧視視頻的BBC記者Runako Celina在另一篇文章中表示，這些視頻在她眼裡看起來就像是人類動物園，製作的視頻充滿了救世主思想與貧窮色情（poverty porn）。她自己在中國生活了6年，某些帶有歧視性的視頻讓她想起了部分中國人厭惡黑人的種族歧視心理。而且這種壓榨孩童的生意已經不侷限在中國，已經傳播到了日本等其他亞洲國家，並且還會根據消費者的需求做出各種創新。另外雖然很多視頻僅讓成人出鏡，其中也看不出存在強迫拍攝的情況，但這些參加演出的成人也無從得知視頻創作者利用他們賺取了多少利益。